# Vanadiumnitrid
Vanadiumnitrid  ist eine intermetallische Verbindung des Vanadiums aus der Gruppe der Nitride.

## Vorkommen
Natürlich vorkommendes Vanadiumnitrid in Form des Minerals Uakitit (IMA 2018-003) wurde erstmals im Eisen-Meteoriten Uakit entdeckt, den eine Gruppe von Goldsuchern 2015 oder 2016 unweit der gleichnamigen Gemeinde im Rajon Bauntowski der Republik Burjatien im Fernen Osten Russlands fand.

## Gewinnung und Darstellung
Vanadiumnitrid kann durch Reaktion von Vanadium mit Stickstoff oder Ammoniak gewonnen werden.
{\displaystyle \mathrm {2\ V+N_{2}\longrightarrow 2\ VN} }
{\displaystyle \mathrm {2\ V+2\ NH_{3}\longrightarrow 2\ VN+3\ H_{2}} }

## Eigenschaften
Vanadiumnitrid ist ein schwarzer halbmetallischer Feststoff mit einem Homogenitätsgebiet VN1,0-VN0,7 und einer  Kristallstruktur vom Natriumchlorid-Typ. Vanadiumnitrid, Vanadiumcarbid und Vanadium(II)-oxid haben isotypische Kristallstrukturen, in denen Stickstoff, Kohlenstoff und Sauerstoff ausgetauscht werden können und Mischkristalle bilden. Vanadiumnitrid bildet feste Lösungen mit Titannitrid, Niobnitrid, Titancarbid, Niobcarbid und Tantalcarbid.